# Arthur Christopher Benson
Arthur Christopher Benson (24 aprile 1862 – 17 giugno 1925) è stato un saggista, poeta e scrittore inglese e il 28° Master del Magdalene College di Cambridge.

## Biografia
Più noto come A. C. Benson, Arhtur era uno dei sei figli di Edward White Benson, arcivescovo di Canterbury (1882-1896). Uno zio della famiglia (fratello della madre) era il filosofo Henry Sidgwick.
La famiglia Benson era eccezionalmente letterata ed educata, ma la loro storia è un po' tragica. Un figlio e una figlia sono morti giovani e un'altra figlia, così come lo stesso Arthur, soffrivano di una condizione mentale che probabilmente era psicosi maniaco-depressiva, ereditata dal padre. Nessuno dei figli si sposò. Arthur era omosessuale, anche se i suoi diari suggeriscono che non avesse mai avuto alcun rapporto.
Nonostante la sua malattia, Arthur era un illustre accademico e un autore molto prolifico. 
Studiò a Eton e al King's College di Cambridge. Dal 1885 al 1903 ha insegnato a Eton, tornando a Cambridge per delle conferenze di letteratura inglese del Magdalene College. Dal 1915 al 1925, ne fu eletto Master. E dal 1906 diresse la Gresham's School.
Le sue poesie e volumi di saggi, come From a College Window erano al suo tempo famosi e apprezzati. Ha anche collaborato all'edizione del 1911 dell'Enciclopedia Britannica. Ha lasciato uno dei più lunghi diari mai scritti, circa quattro milioni di parole. Oggi è ricordato soprattutto come autore delle parole di una delle canzoni patriottiche più amate dai britannici, Land of Hope and Glory e come fratello del romanziere E. F. Benson, del sacerdote cattolico e scrittore Robert Hugh Benson e della egittologa Margaret Benson (1865–1916).
Membro della Royal Society of Literature, ha fondato nel 1916 la "Benson Medal" da assegnare per opere meritorie in poesia, narrativa e storia delle belle lettere.
È sepolto presso il cimitero Ascension Parish Burial Ground, a Cambridge.

## Opere
- Memoirs of Arthur Hamilton (1886), con lo pseudonimo di Christopher Carr.
- Men of Might: Studies of Great Characters (1892) (con H. F. W. Tatham)
- The Hill of Trouble and Other Stories (1903)
- The Isles of Sunset (1904)
- Alfred Tennyson (1904)
- Edward Fitzgerald (1905)
- The Upton Letters (1906)
- Walter Pater (1906)
- Beside Still Waters (1907)
- The Thread of Gold (1907)
- From a College Window (1907)
- The Letters of Queen Victoria (1908, a cura di), 3 voll. in collaborazione con Reginald Baliol Brett, visconte di Esher (1852-1930)
- The Child of the Dawn (1911)
- Ruskin: A Study in Personality (1911)
- Paul the Minstrel and Other Stories (1911)
- Escape and Other Essays (1916)
- The House of Quiet: An Autobiography (1923)
- Basil Netherby (1926)
- Along the Road (1926)
- The Silent Isle (1926)